# Velká Čantoryje

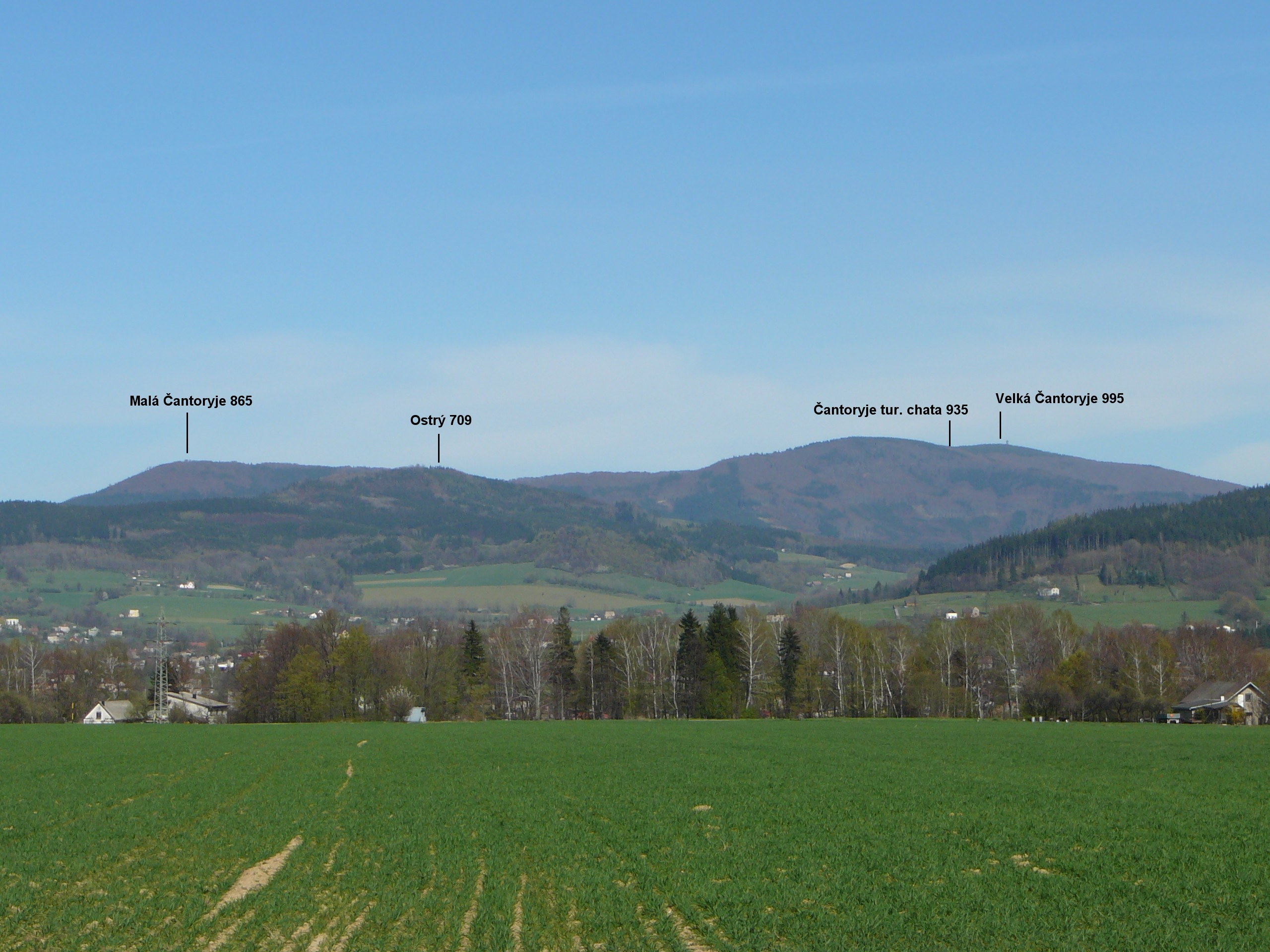
Čantoryjský hřbet

Velká Čantoryje (polsky Czantoria Wielka, německy Czantory) je nejvyšší vrchol Slezských Beskyd v České republice, vystupuje z Jablunkovské brázdy a tvoří zde protějšek k blízkým Moravskoslezským Beskydám. Čantoryjský hřbet tvoří státní hranici mezi Českem (Moravskoslezský kraj) a Polskem (Slezské vojvodství), hřebenem probíhá rozvodí řek Odry a Visly. Masiv Čantoryje má dva výrazné vrcholy, Malou Čantoryji (866 m n. m.) a Velkou Čantoryji (995 m n. m.), Malá Čantoryje se nachází na území Polska. Na vrcholu u rozhledny je hraniční přechod Velká Čantoryje / Wielka Czantoria.

## Název
Dle lidových pověsti je hora spojována s ďábelskými mocnostmi a název mohl vzniknout buď z označení pro místo, které bylo údajně rozrýváno čerty (čartoryja), nebo je odvozen z latinského označení zeměžluče lékařské (Centaurium erythraea Rafn), které se v místním nářečí říkalo čantoryjka a která byla na Čantoryji dříve velmi rozšířena a hojně se užívala v lidovém léčitelství.
Tato varianta názvu je v rozporu s tvrzením Prof. Hosáka, českého historika a vysokoškolského pedagoga, který se ve své studii domnívá, že místní pojménování podobného znění (např. Čertoryje) může vycházet ze slovního spojení "Čanto" získávání půdy a "ryje" obdělávání, rytí půdy a může označovat původní pojmenování prvních obyvatel "ti, kteří obdělávají novou půdu".
Další variantou původu je, že název Čantoryje měl vzniknout spojením dvou výrazů, tatarského chan (latinsky čteno čan) a latinského slova toreum; když tudy ve 13. století procházeli Tataři, postavili údajně na této hoře svému chánovi stan (latinsky Chantorium).

## Historie
Velká Čantoryje byla v době nacistické okupace centrem činnosti partyzánů. Partyzánský oddíl, jejž tvořili muži jak z české, tak polské strany, se začal postupně formovat v letech 1941–1942 pod vedením Karola Schreibera a v roce 1943 měl již okolo 20 členů a přibližně stejný počet spolupracovníků. Po válce byl na jihozápadním úbočí Malé Čantoryje v místech dřívějšího bunkru zřízen památník.
Během československo-polského sporu o Těšínsko ve 20. letech 19. století byl pod vrcholem Velké Čantoryje militatními nacionalisty zabit vojín Klement Šťastný. Na místě tragické události zřídila Československá obec legionářská v roce 2015 kříž s pamětní tabulí. (49°40′31,49″ s. š., 18°48′29,53″ v. d.)
Již od 30. let 20. století je vrchol Čantoryje místem tradičních setkání esperantistů z Československa (později České republiky a Slovenska) a Polska.
Do 50. let 20. století stával v blízkosti chaty kříž, postavený na památku smrti dvanáctiletého pastýře, který zde v roce 1913 umrzl při hledání ztracené ovce.

## Příroda
Velká Čantoryje je z velké části zalesněná bukovými lesy s příměsi jedle a modřínu a smrkovou monokulturou. Původní beskydská vegetace se nachází v národní přírodní rezervaci Čantoria cca 1 km od vrcholu směrem na západ. V hřebenových partiích jsou místy zastoupeny horské louky.

## Turistika
Velká Čantoryje je jedním z nejnavštěvovanějších vrcholů Slezských Beskyd. Důvodem je přítomnost turistické chaty, ale především 29 metrů vysoká rozhledna na vrcholu hory. Rozhledna byla vybudována v roce 2002 a dokáže pojmout až 170 osob. Za dobré viditelnosti jsou vidět nejen Moravskoslezské a Slezské Beskydy, ale také Malá Fatra, Tatry, Ostravsko a katovická aglomerace. Z české strany je východiskem horská obec Nýdek, trasa na vrchol měří 5 km. Z polské Ustroně vede pod vrchol Čantoryje sedačková lanovka, která je doplněna o bobovou dráhu, díky lepšímu přístupu je zde převaha polských turistů. 
Na západním svahu hory, v místě zvaném Za Kámen, se nachází lesní kostel Zakámen. Jedná se o jeden z lesních kostelů, míst tajných luteránských bohoslužeb v době protireformace, s památníkem Jiřího Třanovského.

### Rytířská stezka
Rytířská stezka je 10,5 km dlouhá naučná stezka po Čantoryji, která začíná i končí v Nýdku a vede zajímavými místy. Obsahuje sedm zastavení s informačními tabulemi, na kterých jsou návštěvníci seznámeni s osídlením Beskyd, místní faunou, flórou a rovněž bájnou legendou o spících rytířích v nitru hory, odtud také pochází název této stezky.